# Піддубівка
Підду́бівка (раніше — Підду́бнівка) — село в Україні, у Прилуцькому районі Чернігівської області. Входить до складу Сухополов'янської сільської громади. Населення складає 133 особи.

## Географічні відомості
Розташоване за 35 км від райцентру і за 30 км від залізничної станції Галка. Село сполучено (1973-74) через села Пологи (8,5 км) та Зарудка (11,5 км) дорогою з твердим покриттям (1990) з автотрасою Київ — Суми.
Розташовано на березі річки Перевід, що тече по межі Київської та Чернігівської області та є правою притокою р. Удаю і бере початок поблизу с. Погребів поруч з Піддубівкою.
Село займає площу 1,916 км². Щільність населення — 69.42 осіб/кв. км.

## Адміністративний устрій
До ліквідації полкового устрою 1781 р. входило до складу Прилуцької полкової сотні Прилуцького полку (сотенний центр: місто Прилуки, нині — райцентр Чернігівської області). "Реєстром" 1649 р. полкова сотня була розділена на чотири підрозділи по 100 козаків і як адміністративна одиниця проіснувала до 1782 року, коли разом з Прилуцьким полком була ліквідована, після чого її територія увійшла до Пирятинського повіту Київського намісництва.
Поруч з селом був також хутір Густинського монастиря (згадується у 1750-х рр.), який згодом разом з селом відійшов до Пирятинського повіту (1782-1802), пізніше — до Прилуцького повіту. У ревізьких сказках Прилуцького полку за 1832 рік Піддубнівка належить до Прилуцького посполитія маєтності монастиря Густинського.
У 1861-66 казенні селяни Піддубівки були підпорядковані Рудівському волосному правлінню відомства Палати державного майна.
У 1862 році у селі володарському казеному Підду́бнівка була церква та 211 дворів, де жило 1148 осіб
У 1911 році у селі Підду́бнівка була церква Іоанна Богослова, церковно-приходська школа та жило 3055 осібПісля реорганізації волостей Піддубівка у 1867 р. увійшла до Турівської волості 3-го стану (Прилуцький повіт Полтавської губернії), яка у 1923 р. була реорганізована у Турівський р-н Прилуцького округу. Поруч з ним у складі Прилуцького округу Полтавської губ. у 1923 р. був створений Малодівицький район. Постановою Всеукраїнського ЦВК від 3 червня 1925 року губернії в Українській РСР були скасовані і Прилуцький округ перейшов у пряме підпорядкування Української РСР.
Радянську владу в селі вперше було встановлено в січні 1918 року. У 1925-30 pp. Піддубівка — центр сільради. Комсомольську організацію створено в 1926 році, партійну — в 1932. У 1929 році організовано товариство спільної обробки землі (ТСОЗ) — одна з форм колективізації сільського господарства.
Після розформування 13.06.1930 Прилуцького округу Малодівицький р-н тимчасово (до 02.09.1930) увійшов до складу Лубенського округу, а 15.10.1932 був переданий Чернігівській області. Одночасно з ліквідацією Лубенського округу був ліквідований і Турівський р-н. При цьому його Гнилицька, Піддубівська та Погребівська сільради (9 нас. пунктів) відійшли до Малодівоцького р-ну.
У 1962 р. після ліквідації Малодівоцького р-ну Піддубівську та ще 13 сільрад (39 нас. пунктів) було передано до складу Прилуцького р-ну Чернігівської області.
У 2019 р. Піддубівська сільрада разом ще з 18 сільськими радами (54 нас. пункти) об'єдналися у Сухополов’янську сільську об’єднану територіальну громаду, головою якої було обрано Дениса Росовського.

## Історична довідка
Радянські академічні джерела відносять першу згадку про Піддубівку до 1629 року. Однак це малоймовірно, бо село належало до території Прилуцької полкової сотні, що утворилася як основний військовий підрозділ Прилуцького полку тільки влітку 1648 року.
Олександр Лазаревський в «Описі старої Малоросії» називає датою утворення Піддубівки 1701 рік, коли жителі сусіднього села Перевод поскаржилися Івану Мазепі на ченців Густинського монастиря, буцімто останні оголосили «своїми» захоплені раніше землі селян. Суть конфлікта щодо території полягала у наступному.
Піддубнівка була поселена на землях козацького отамана Семена Касяненка, у купчій якого значилося, що він продав монастирю хутір свій «над річкою Переводом, у острова, там же і нива і сіножать, поблизу хутора»; а кордон того хутору — «від селища по крайню рудку», а від рудки — «долиною по могилки, а ніжеє хутора — до Туровці, сільця». Цей хутір у ченців називався тоді Переводським; під таким же ім'ям він показаний в універсалі Гетьмана Мазепи 1700 року, який затвердив за Густинським монастирем куплену у отамана Касяненка землю. Втім ченці, скориставшись цим універсалом, спробували відрізати собі ще частину родючого степу, закріплену за мешканцями безпосередньо села Перевод (або Погрібці), яке належало в цей час ніжинському полковнику Івану Обидовському (1695—1701).
Для перевірки скарги селян гетьман відправив на місце «надзвичайну особу» — Батуринського сотника Нестеренка. Під час слідства місцеві старожили йому розповіли, що Густинські ченці, «маючи хутір під с. Перевод, чимало було прийняли поля вниз річки Перевод, до рілля мешканцям Переводським належачого, тому чимала Переводам робилась перешкода і утиски від пастухів чернецьких — грабіжем коней і рогатої худоби, і самих людей самовільним бітієм». При цьому старожил переводський Федір Піддубний, вказавши на свій «гай з полем», які забрав у нього монастир, пояснив, що захоплені Густинею землі розташовані поза того окопу, який зроблений був ченцями біля свого хутора (купленого у Касяненка) ще тоді, як «Шеремета під Чудновом розбито» (тобто у 1660 р.).
На підтвердження своїх показань Піддубний запропонував слідчому «присягу викопати», але Густинський ігумен Амвросій Чечкан з братією, що перебували при цьому, визнали показання Піддубного цілком правильним і без присяги. Переконавшись у правильності скарги погребчан, Нестеренко наказав Густинським ченцям повернути тим відібрані у них землі. Причому вони зараз же були відмежовані плугом від монастирського хутора, а ченцям вказано — не виступати за межі, зазначені в купчій Касяненка. Таке рішення сотника, без сумніву, було пов'язано з тією обставиною, що власник с. Перевід був племінником Івана Мазепи (Обидовський був сином рідної сестри гетьмана, Олександри Степанівни, і виховувався в козацькому війську в Батурині).
І хоча ніжинський полковник загинув на початку 1701 р., його вдова відразу ж скористалася рішенням Нестеренка. Тоді ж на відібраній у ченців землі вона «осадила» с. Піддубнівка, «осадчим» якого, можливо, і став той самий Федір Піддубний — головний свідок при слідстві Нестеренка.

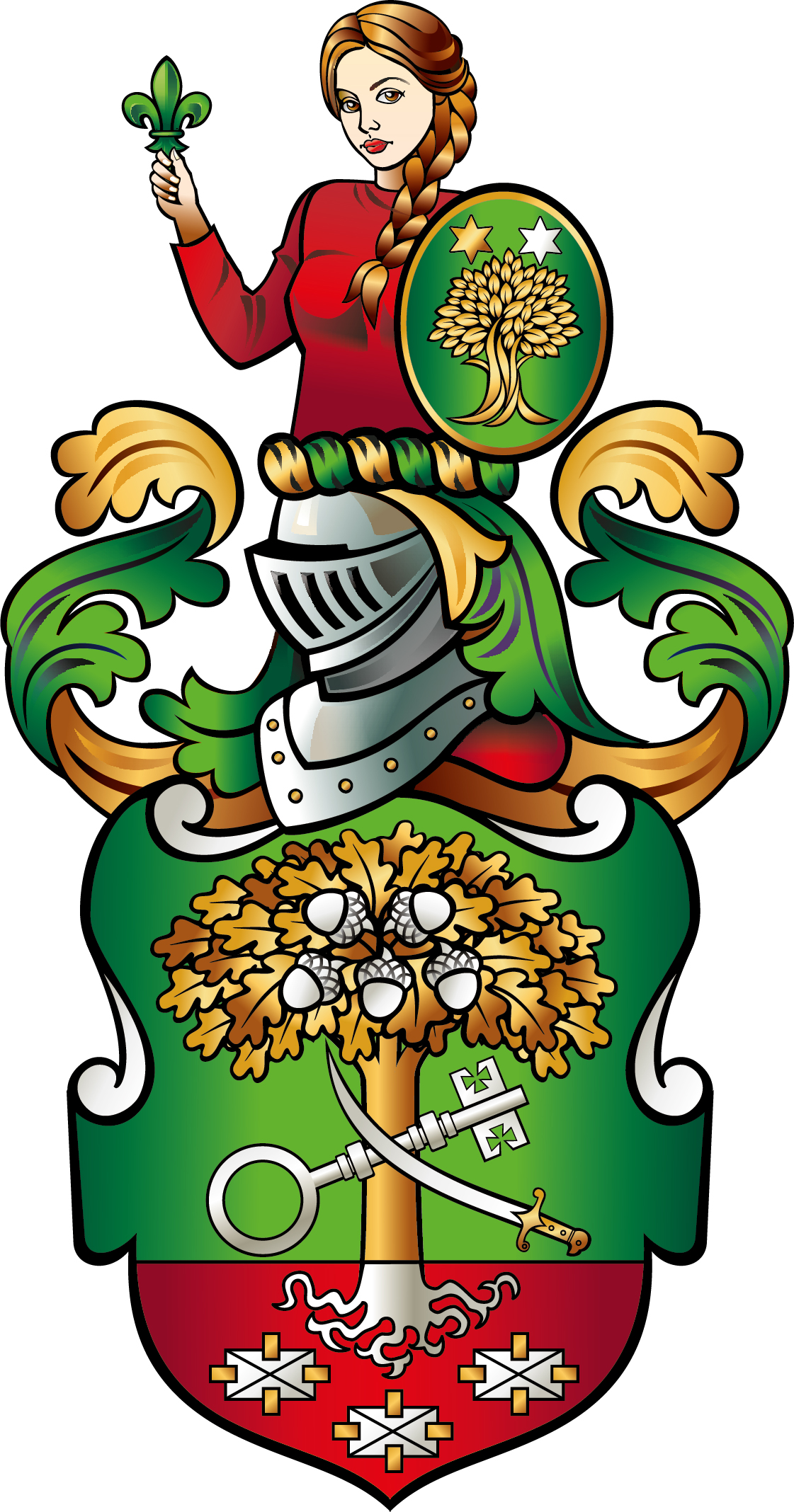
Герб роду Грабовець

Герб роду Обідовських

Однак Густинські ченці не забували, що Піддубнівка «сидить» на землі, яка раз вже перебувала в їх володінні. Тож, якщо вона й була в них відібрана, то лише завдяки тому, що суперником монастиря став близький родич Мазепи. Але коли останній "зрадив" царю, ченці знайшли можливим звернутися до нового гетьмана з проханням — повернути їм Піддубнівку, «осаджену змѣннічкою Обидовською» на монастирських землях". Незважаючи на те, що зазначена «зрадниця» була донькою тільки що віддавшого життя за «вірність» царю Василя Кочубея, універсалом гетьмана Івана Скоропадського в лютому 1709 р. Піддубнівку разом з усіма іншими її маєтками було відібрано в Обидовської і передано Густинському монастиреві, у володінні якого та перебувала до 1786 р.
Про всі ці перипетії з селом Піддубнівка Густинські ченці в 1766 р. писали так: «володіє оним селом монастир Густинський, яко оне село перш небувале, на землі монастирській, купленій з хутором та сіножаттю за Переводом у 1656 р. від жителя Переводського Семена Касяненка, змѣннічкою Обідовською осаджений».
Ця історія 10-річної боротьби родини ніжинського полковника, племінника Мазепи Івана Обидовського з Густинськими ченцями за с. Піддубнівку знайшла відображення у родинному гербі Грабовців, предки яких разом з Семеном Касяненком та Федіром Піддубним були серед перших мешканців села. Зокрема, Стецько та Лукіян Грабовченко були серед посполитих у складі Прилуцької полкової сотні в 1729 і 1737 рр., а Іван Грабовенко — у Красноколядинській сотні Прилуцького полку у 1718 р. присягав на вірність царевичу Петру Петровичу.
До речі, хутір Пологи поруч з Піддубнівкою на початку ХІХ ст. заснував Іван Семенович Милорадович, який з 1810 р. володів с. Гнилиця (зараз с. Знам'янка).

## Населення
У 1740 р. в селі налічувалося 23 двори (24 хати) селян, дерев'яна Іоанно-Богословська церква (збудована до 1737 р.), у 1780 р. — відповідно 44 двори (58 хат) і та 8 бездворових хат селян та 5 бездворових хат підсусідків (козаків не було).
У 1787 р. у селі налічувалося 292 душ казенних селян чоловіч. статі, у 1797 р. — 371 душ чоловіч. статі податкового населення. На цей час є на мапі.
У 1859 р. Піддубівка мала 211 дворів, 1 148 жителів.
1886 р. — 298 дворів селян казенних, 302 хати, 1737 ж.; нова дерев, ц-ва (1864), змішана церковнопарафіяльна школа, шинок, крамниця, кузня, 32 вітряки, олійниця, З ярмарки (Стрітенський 2 лютого, 1 день; Вознесенський, 1 день; Покровський 1 жовтня, 1 день); 1889 запроваджений 4-й ярмарок.
1910 р. — 287 господарств, з них селян — 282, євреїв — 1, привілейованих — 4, налічувалося 1660 жителів, у тому числі 4 теслярі, 1 кравець, 3 шевці, 112 ткачів, 12 поденників, 8 займалися інтелігентними та 89 — іншими неземлеробськими заняттями, все інше доросле населення займалося землеробством. 1786 дес. придатної землі. Землі належали казні.
1925 р. — 469 дворів, 1925 жителів; 1930 р. — 396 дворів, 1878 жителів.
На фронтах Другої світової війни проти німецьких загарбників билися 192 жителі, з них 130 нагороджено орденами й медалями СРСР. 153 чоловіка віддали життя.
1949 в П. існував колгосп ім. Сталіна, в якому 2 768,8 га землі (1227 га — орної), 310 дворів, 963 жителів (475 чол. — працездатних), 6 рільничих бригад, 39 ланок, 2 тваринницькі ферми, 1 автомашина, З вітряки, теслярська майстерня, кузня; наліч. в.р.х. — 257, свиней — 82, овець — 83, коней — 83, птиці -211.
Пізніше до колгоспу приєднано колгосп «Заповіт Леніна» (Пологи). В об'єднаному колгоспі «Заповіт Леніна» в 1970 налічувалося 16 автомашин, 15 тракторів, 4 3 42 комбайни, а також в.р.х. — 930, свиней — 1017, овець — 417. В 1971 в П. — 241 двір, 599 жителів. В 1973 за центральною садибою колгоспу «Заповіт Леніна» було закріплено 2937 га сільськогосподарських угідь, у тому числі — 1891 га орної землі. В колгоспі вирощували зернові й технічні культури; розвинуте тваринництво.
1990 року в колгоспі налічувалося 19 автомашин, 22 трактори, 10 комбайнів, а також в.р.х. — 1365, свиней, 816, коней — 52, овець — 327.УВ 1996 в П. містилася центральна садиба пайгоспу «Заповіт Леніна» (з 1992) з відділеннями в селах Пологи та Тарасівка, який мав землі 3561,5 га (1925,8 га орної), наліч. 13 автомашин, 16 тракторів, 5 комбайнів, а також в.р.х. — 706, свиней — 7, коней — 14.
У селі — восьмирічна середня школа (73 учня, 8 вчителів — 1973; 16 учнів, 5 педпрацівників — 1994), школа-сад (10 дітей — 1994), фельдшерсько-акушерський пункт, сільський клуб на 140 місць (з 1950), бібліотека (7,5 тис. од. зб.), 2 магазини.
З 1999 проводиться приватизація земель і майна колективного господарства. За даними 2000 року — 140 дворів, 137 жителів.
За виробничі успіхи 64 трудівників нагороджено орденами й медалями.

### Мова
Розподіл населення за рідною мовою за даними перепису 2001 року:
| Мова       | Кількість | Відсоток |
| ---------- | --------- | -------- |
| українська | 131       | 98.5%    |
| російська  | 2         | 1.5%     |
| Усього     | 133       | 100%     |

## Туристичні відомості
У селі є дерев'яна Іоанно-Богословська, що входила у 1895 р. до благочинія священика о. Іоанна Щербини. При церкві працювала початкова церковно-парафіяльна школа, яка у грудні 1917 була реорганізована в загальноосвітню. У школі викладали Закон Божий, читання та письмо (церковне та світське), поч. арифметичні дії, церковні співи. За часів радянської влади церкву було закрито.
У 1955 році на честь 10-річчя перемоги сталінського СРСР над гітлерівською Німеччиною у Другій світовій війні на братській могилі жертв нацизму в селі споруджено надгробок, на місті якого у 1965 році встановлено пам'ятник. Тоді ж, окрім пам'ятника на честь воїнів, що полягли в боях у 1943 р. під час вигнання з Піддубівки нацистів, також встановлено 2 пам'ятника — воїнам-односельцям, загиблим (153 чол.) на фронтах Другої світової війни, та розстріляним мирним громадянам (6 чол.).
Поблизу села є кургани 2-1 тисячоліття до н. е., а також гідрологічний заказник Гетьманщина-Свидово (з 1979) — болотний масив у верхів'ї р. Переводу площ. 1303 га, що розташ. біля сіл Миколаївки, Піддубівки і Погребів.

## Загальні відомості
Код КОАТУУ: 7424187301. Поштовий індекс: 17561, поштове відділення — Знам'янське. Телефоний код: +380 4637.
Орган місцевого самоврядування — Піддубівська поселкова рада (поштова адреса: 17562, Чернигівська обл., Прилукський р-н, с. Піддубівка, вул. Іванівська, 45.